# Prawo rozpadu naturalnego

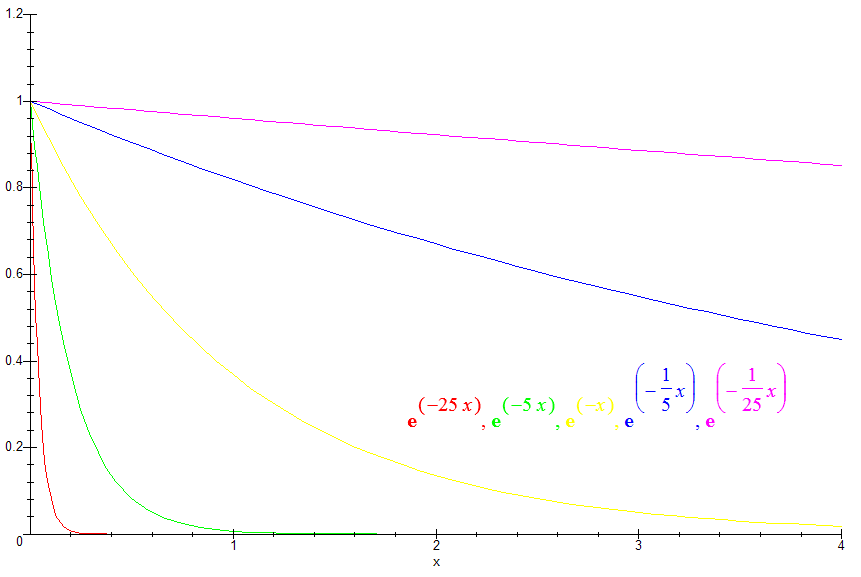
Zależność masy od czasu dla różnych stałych rozpadu.

Prawo rozpadu naturalnego – zależność określająca szybkość ubywania pierwotnej masy substancji zbudowanej z jednego rodzaju cząstek, która ulega naturalnemu, spontanicznemu rozpadowi.
Prawo ma zastosowanie w rozpadzie promieniotwórczym ciał, ale w ogólności dotyczy wielu procesów fizycznych.
Prawo to głosi, że jeśli prawdopodobieństwo rozpadu cząstek tworzących substancję jest dla każdej z nich jednakowe i niezależne oraz nie zmienia się w czasie trwania procesu rozpadu, to ubytek masy substancji w niewielkim odcinku czasu można wyrazić wzorem:
{\displaystyle \mathrm {d} m=-\lambda m\mathrm {d} t.}
Po scałkowaniu:
{\displaystyle m(t)=m_{0}\mathrm {e} ^{-\lambda t},}
gdzie:
{\displaystyle m} – masa substancji ulegającej rozpadowi,
{\displaystyle \lambda } – stała rozpadu charakterystyczna dla danego izotopu lub substancji,
{\displaystyle t} – czas,
{\displaystyle m_{0}} – masa początkowa substancji, w momencie {\displaystyle t=0,}
{\displaystyle m(t)} – masa substancji w czasie {\displaystyle t.}
We wzorze na prawo rozpadu zamiast stałej rozpadu {\displaystyle \lambda } używana jest wielkość {\displaystyle \tau ={\frac {1}{\lambda }}} zwana średnim czasem życia.
Czas po którym w stanie początkowym pozostaje połowa masy próbki {\displaystyle (m={\frac {1}{2}}m_{0})} nazywa się czasem połowicznego rozpadu {\displaystyle (T_{\frac {1}{2}}).}
Co można wyrazić wzorem:
{\displaystyle \lambda T_{\frac {1}{2}}=\ln 2}
lub
{\displaystyle T_{\frac {1}{2}}={\frac {\ln 2}{\lambda }}\approx {\frac {0{,}693}{\lambda }}.}
Wzór na ilość pozostającej substancji można wyrazić:
{\displaystyle m(t)=m_{0}\left({\frac {1}{2}}\right)^{\frac {t}{T_{1/2}}}={\frac {m_{0}}{2^{\frac {t}{T_{1/2}}}}}=m_{0}2^{-{\frac {t}{T_{1/2}}}}.}
Masa cząstek, które się rozpadły od początku, czyli czasu {\displaystyle t=0,} w którym masa była równa {\displaystyle m_{0},} to:
{\displaystyle m_{0}-m(t)=m_{0}\left(1-\mathrm {e} ^{-\lambda t}\right).}
Masę cząstek, które się rozpadają w jednostce czasu, a więc szybkość rozpadania się (patrz aktywność promieniotwórcza), można przedstawić jako:
{\displaystyle {\frac {\mathrm {d} m}{\mathrm {d} t}}=-\lambda m_{0}\mathrm {e} ^{-\lambda t}=-\lambda m(t).}
W prawie rozpadu naturalnego w miejsce masy można używać inne wielkości mierzące ilość rozpadającego się czynnika, np. liczbę cząstek.
Prawo rozpadu naturalnego ma zastosowanie do cząstek elementarnych, jąder atomowych i substratów reakcji chemicznych, które zachodzą zgodnie z kinetyką pierwszego rzędu.
Prawo rozpadu naturalnego zastosowane do opisu zachowania izotopów promieniotwórczych znane jest jako prawo rozpadu promieniotwórczego lub prawo przemian promieniotwórczych a samo równanie jako równanie rozpadu promieniotwórczego.
Prawo to jest matematycznie identyczne z prawami opisującymi wiele innych procesów w fizycznych np.:
- stygnięcie ciała opisuje wówczas zmianę temperatury (prawo stygnięcia),
- rozładowanie kondensatora – ładunek elektryczny {\displaystyle q(t)} na okładkach kondensatora.